# Theridion cuyutlan
Theridion cuyutlan är en spindelart som beskrevs av Claude Lévi 1963. Theridion cuyutlan ingår i släktet Theridion och familjen klotspindlar. Inga underarter finns listade i Catalogue of Life.